# حنيشل (اسم)
حنيشل هو اسم علم مذكر من أصل عربي، ومعناه هو تصغير من الاسم «حنيش» والعامة تسكن الحاء وهو الثعبان الصغيرأو المتوحش.

## وصلات خارجية
- موسوعة السلطان قابوس لأسماء العرب نسخة محفوظة 5 أبريل 2019 على موقع واي باك مشين.